# Ingeborg Walin
Ingeborg Maria Walin, född 1868 i Leksand, död 28 mars 1936 i Bromma, var en svensk kvinnosakspolitiker och pionjär inom skolköksundervisningen. 
Wallin avlade examen vid Högre lärarinneseminariet 1888 men studerade även vid Stockholms högskola. Hon var föreståndare för Högre lärarinneseminariets hushållsskola (senare statens skolköksseminarium) 1892–1919 och inspektör och sakkunnigt biträde i läroverks- och folkskoleöverstyrelserna 1914 samt konsulent och inspektris för all statligt understödd skolköksverksamhet i landet 1919–34.
Walin var vidare ledamot av folkhushållningskommissionen 1917–19 och av folkskoledirektionen i Stockholm 1923-36, officiellt svenskt ombud vid internationella kongresser inom hushållsundervisning, ordförande i Svenska skolkökslärarinnornas förening, i de kvinnliga kårsammanslutningarnas centralråd samt i Svenska kvinnors medborgarförbund och dess samarbetskommitté. 
Hon var medlem av Internationella rösträttsalliansens styrelse och ordförande i Den svenska Open-doorgruppen. Hon fick medaljen Illis quorum.